# Богданова, Гульниса Хаматнуровна
Гульниса Хаматнуровна Богданова (род. 1936, Аургазинский район, Башкирская АССР) — депутат Верховного Совета СССР 8 созыва.

## Биография
Гульниса Хаматнуровна Богданова родилась в 1936 году в Аургазинском районе БАССР.
Окончила среднюю школу № 15 в Ишимбае. Работала кассиром промартели в Ишимбае.
В 1967 году без отрыва от производства окончила Стерлитамакский индустриальный техникум. Затем работала старшим аппаратчиком завода «Аммиак» в Салавате.
14 июня 1970 года в Стерлитамакском избирательном округе № 374 была избрана депутатом депутатом Верховного Совета СССР 8-го созыва.

## Награды
- орден «Знак Почёта» (1971)[2].